# Еремеево (Нижегородская область)
Ереме́ево — деревня в Вачском районе Нижегородской области. Входит в состав Арефинского сельсовета.

## История
Деревня впервые упомянута в писцовых книгах 1628-30 годов в числе вотчинных деревень боярина Ивана Никитича Романова, в ней было 6 дворов крестьянских и 3 пустых. В окладных книгах 1676 года в составе Арефинского прихода, в ней было 3 двора крестьянских.
В конце XIX — начале XX века деревня входила в состав Арефинской волости Муромского уезда Владимирской губернии. В 1859 году в деревне числилось 18 дворов, в 1905 году — 52 дворов, в 1926 году — 84 дворов. 
С 1929 года деревня входила в состав Медоварцевского сельсовета Вачского района Горьковского края, с 1936 года — в составе Горьковской области, с 1954 года — в составе Епифановского сельсовета, с 2009 года — в составе Арефинского сельсовета.

## Население
| 1859 | 1905 | 1926 | 1999 | 2002 | 2010 |
| ---- | ---- | ---- | ---- | ---- | ---- |
| 198  | ↗318 | ↗390 | ↘64  | ↘60  | ↘34  |